# Cratere Carlsbad
Carlsbad è un cratere sulla superficie di Gaspra.